# August Tammekann
August Ferdinand Tammekann (till 1921 Jürgenson), född 14 september 1894 i Tallinn, död 23 februari 1959 i Heinola, var en estländsk-finländsk geograf. Han var far till Eeva-Maija Tammekann.
Tammekann, som var son till trädgårdsmästaren August Jürgenson och Leena Katariina Altpere, blev student 1918, magister geographiæ 1923, filosofie kandidat 1925, filosofie licentiat 1926 och filosofie doktor 1932. Han var amanuens i geografi vid Tartu universitet 1922–1923, docent i geografi 1927, biträdande professor 1927–1930, e.o. professor 1930–1934 och ordinarie professor 1934–1940. Han flyttade därefter till Finland, där han var geolog vid Geologiska kommissionen 1940–1942, docent i geografi vid Helsingfors universitet 1942–1953, tillförordnad professor där 1950–1953 och professor där från 1953.